# Antarcturus weddelli
Antarcturus weddelli är en kräftdjursart som beskrevs av Brandt 1990. Antarcturus weddelli ingår i släktet Antarcturus och familjen Antarcturidae. Inga underarter finns listade i Catalogue of Life.